# Шарлемон, Жозеф
Жозеф-Пьер Шарлемон (фр. Joseph Pierre Charlemont) — французский боксёр и тренер.
Родился 13 апреля 1839 года в окрестностях Парижа. В 1856 году, когда ему исполнилось 17 лет, он пошёл в армию и 4 года прослужил в Алжире. Там он обучался французскому боксу и участвовал в соревнованиях. В 1860 году Жозеф после успешной сдачи экзамена стал унтер-офицером, перейдя в запас, вернулся в Париж и продолжил практику французского бокса. В 1862 году Шарлемон отправился в путешествие по европейским странам, вызывая на поединок всех известных английских боксёров, фехтовальщиков и другим мастеров рукопашного боя, не зная поражений. В 1866 году его уже вызвал на поединок сам Юбер Лекур, но даже ему не удалось одолеть Жозефа. Потом Шарлемон принял участие в революционном восстании (Парижская коммуна 18 марта — 28 мая 1871 года), но оно не удалось и Жозеф скрылся в Бельгии. Там он устраивал поединки с личным участием перед зрителями, обучал боксу всех желающих, а в 1877 году открыл первый клуб французского бокса за пределами Франции. В то же время Жозеф завершил разработку свой системы, которую он опубликовал в трактате. В 1879 году, после амнистии, ему разрешили вернуться в Париж. 2 октября 1887 года он основал свою известную «Академию французского бокса». С этого времени французский бокс стал источником его доходов, ведь он тренировал лишь представителей высшего общества. Возможно, иногда Шарлемон брал в ученики и бедных, но только очень талантливых, которые смогли бы принести ему потом выгоду. Жозеф был в отличной физической форме даже в зрелом возрасте. Свой последний поединок он провёл в 57 лет с мастером классического савата М. Жину и победил. Об этом было опубликовано в газете «Миди-спорт». В 1899 году главой академии стал его сын Шарль, отец по «доброте душевной» установил высокую арендную плату для сына. Далее Жозеф продолжил обучать на дому богатых бездельников французскому боксу. Умер Жозеф дожив до 91 года.